# Salvador (islas Malvinas)
Salvador (en inglés: Salvador Settlement) es un pequeño puerto y un asentamiento en la Isla Soledad, en las Islas Malvinas. Se encuentra en la costa noreste, en la costa sur de la Bahía de la Maravilla. Es uno de los pocos topónimos españoles en las islas, todavía en uso.
Salvador, es un pequeño puerto y caserío fundado por Andrés Pitaluga, un gibraltareño, en la década de 1830, que llegó desde Gibraltar a América del Sur. Sus descendientes todavía tienen una granja allí y por lo tanto, el caserío se refiere a veces como "la estación de Gibraltar" o "Asentamiento Gibraltar".
Posee unos 12 habitantes y se ubica a una altitud de 19 m s. n. m.